# Radiospongilla multispinifera
Radiospongilla multispinifera är en svampdjursart som först beskrevs av Gee 1933.  Radiospongilla multispinifera ingår i släktet Radiospongilla och familjen Spongillidae. Inga underarter finns listade i Catalogue of Life.